# 宣旭莲
宣旭莲（1998年2月28日—），浙江诸暨人，中国女子赛艇运动员。她曾代表中国参加世界赛艇锦标赛，获得二枚铜牌，均来自女子轻量级四人双桨项目。